# Сентрал Плаза
Сентрал Плаза (кит.: 中環廣場) — хмарочос в Гонконгу. Висота 78-поверхового будинку становить 330 метрів, з урахуванням шпилю 374 метри. Будівництво було розпочато в 1989 і завершено в 1992 році. Хмарочос будувався в 3 етапи: з 1 по 27 поверх було завершено в 1991 році, з 28 по 45 в лютому 1992 і будівництво останніх 33 поверхів було завершено в серпні 1992 року. З 1992 по 1996 рік, коли було завершено будівництво Shun Hing Square в Шеньчжені був найвищим будинком Азії.
В пірамідальному атріумі хмарочосу розташована найвища у світі церква. До терактів 11 вересня 2001 року в будинку працювала обсерваторія, котра була закрита з міркувань безпеки.